# Walter Delle Karth (bobsleista)
Walter Delle Karth (ur. 11 sierpnia 1946 w Innsbrucku) – austriacki bobsleista, dwukrotny medalista mistrzostw świata.

## Kariera
Pierwszy sukces osiągnął w 1972 roku, kiedy zdobył srebrny medal w czwórkach podczas mistrzostw Europy w Sankt Moritz. Na rozgrywanych rok później mistrzostwach świata w Lake Placid wspólnie ze swym bratem Wernerem, Hansem Eichingerem i Fritzem Sperlingiem zdobył srebrny medal w tej konkurencji. Ponadto reprezentacja Austrii w tym samym składzie zajęła także trzecie miejsce w czwórkach podczas mistrzostw świata w Sankt Moritz w 1974 roku. Ponadto wspólnie ze Sperlingiem zdobył brązowy medal mistrzostw Europy w dwójkach w 1973 roku, a dziewięć lat później trzecie miejsce wywalczył w czwórkach.
W 1972 roku wystartował na igrzyskach olimpijskich w Sapporo, zajmując siódme miejsce w czwórkach. Brał także udział w igrzyskach w Lake Placid w 1980 roku, gdzie był piąty w czwórkach oraz rozgrywanych cztery lata później igrzyskach w Sarajewie, zajmując dwunaste miejsce w dwójkach i dziesiąte w czwórkach.
Jego bracia Dieter i Werner także byli bobsleistami, a ojciec Walter olimpijczykiem z 1936 w kombinacji norweskiej.